# Persico (araldica)
In araldica il persico è un pesce molto usato quale arma parlante. In molti casi simboleggia diritti di pesca. 

## Posizione araldica ordinaria
Il persico, come la maggior parte dei pesci, si rappresenta posto in fascia.

Di rosso, al pesce persico d'argento (Barsbek, Germania)
Faggio di verde, il tronco attraversato da un pesce persico di azzurro, alettato di rosso (Bad Buchau, Germania)